# Педро де Монтеагудо
Педро (Пер) де Монтеагудо (кат. Pedro de Monteagudo; бл. 1186 —28 січня 1232) — 15-й великий магістр ордену тамплієрів в 1218—1232 роках. Відомий також як П'єр де Монтегю. Часто його поєднують з Гверіном де Монтегю, великим магістром госпітальєрів, якого розглядають як брата Педро де Монтеагудо. Втім це не так, оскільки один з них був з Пуату, а другий — з Каталонії.

## Життєпис
Походив з каталонського шляхетського роду Монтеагудо (Монтагут). Народився близько 1186 року в замку Монтагут-і-Ош. Замолоду долучився до ордену тамплієрів. Брав участь у війні з маврами.
1207 року призначається магістром Провансу та частини Іспаній. 1212 року Педро де Монтеагудо на чолі арагонських, каталонських і прованських тамплієрів брав участь у битві при Навас-де-Толосі, де армії Альмохадів було завдало нищівної поразки.
1218 року долучився до П'ятого хрестового походу, учасники якого спочатку прибули до Акри, а потім рушили до Дам'єти в Єгипті. Під час облоги останньої великий магістр тамплієрів Гільйом де Шартр зазнав поранення й пішов з посади. Новим очільником став Педро де Монтеагудо.
1220 року повернувся до Акри. Разом дипломатичні зусилля великого магістра призвели до того, що в обмін на зняття облоги Дам'єтти було відпущено полонених хрестоносців, і повернуто частину Святого Хреста, захопленого в битві на Рогах Хаттіна.
1226 році відмовився підтримувати похід імператора Фрідріх II Гогенштауфена, оскільки того було відлучено від церкви. Разом з госпітальєрами до повернення імператора у 1229 році до Італії, усіляко виступав проти дій останнього. Так, не визнав угоди з Аль-Камілем, султаном Єгипту, не надав коштів на відновлення укріплень Єрусалиму.
Разом з тим Педро де Монтеагудо усіляко підтримував Боемунда IV, князя Антіохії, у протистоянні з Кілікійською Вірменією, еміратом Алеппо та орденом госпітальєрів, майно яких в Антіохійському князівстві було передано тамплієрам. Втім 1231 року великий магістр не зміг завадити угоді князя Антіохії з госпітальєрами, яким було повернуто більшість замків. Помер Педро де Монтеагудо 1232 року. Новим великим магістром тамплієрів став Арман де Перігор.